# Oier Olazábal
Oier Olazábal Paredes (født 14. september 1989) er en spansk fodboldspiller, der spiller som målmand for Levante.

## Klubkarriere

### FC Barcelona B
Olazábal kom til FC Barcelonas populære ungdomsakademi La Masia som 16 årig, hvor han kom til fra Real Unión. Han tilbragte 6 år hos FC Barcelonas B hold, også kaldt Barca reserverne. Han spillede for dem med succes, da han bl.a. var anfører for dem. Han blev permanent rykket op til førsteholdet i 2013.
I alt spillede Olazábal 112 kampe for FC Barcelona B.

### FC Barcelona
Den 2. januar 2008 fik Olazábal sin debut, i en Copa del Rey kamp mod CD Alcoyano, hvor der gik 2 mål ind på Olazábal. Kampten endte dermed 2-2.
Den 17. maj 2009 fik Olazábal sin La Liga debut imod RCD Mallorca. FC Barcelona havde allerede vundet ligaen på det tidspunkt.

## Landshold
Olazábal har ikke spillet særlig mange kampe i landsholdstrøjen. Han har blot spillet én kamp for spaniens U19 landshold i 2008.